# Parentesi tonde (film)
Parentesi tonde (reso graficamente Parentesi t()nde) è un film del 2006 diretto da Michele Lunella.
Si tratta di un film commedia in cui recitano Raffaella Lecciso, Francesca D'Auria, Karim Capuano e Rocco Pietrantonio. Il film segna il debutto alla regia di Michele Lunella, che ha anche contribuito a scrivere la sceneggiatura.
Le riprese del film, che originariamente doveva avere un seguito chiamato Parentesi tonde in crociera, ma, visto il flop del film, il seguito non entrò in produzione, sono iniziate nel settembre del 2005 in un villaggio di Tropea.

## Trama
Vanessa è un avvocato di successo. Con un fidanzamento molto lungo alle spalle e un matrimonio imminente, decide di cambiare la sua vita, scappando dall'altare il giorno delle nozze. Su di un traghetto incontra Emanuela. Le due ragazze, diventate amiche, decidono di raggiungere un certo villaggio turistico.
Qui fanno la conoscenza di vari personaggi. Cristiano è l'animatore turistico e insegnante di balli latino-americani che ha avuto un figlio da Inga, Matteo; Mark è il personal trainer del villaggio e sogna di diventare un personaggio pubblico; Francesco è il capo-animatore; Luca è l'ex fidanzato di Vanessa; Patrizia De Blanck è la talent scout in incognito; Rodolfo è il cuoco del villaggio; Dino e Sauro sono le guardie del corpo della talent scout.
Equivoci, giochi d'animazione, segreti, sfilate di moda, musica, esercizi di fitness, partite di beach-volley, giovani animatori: si divertiranno tutti insieme. Alla fine del film si scopre però che la sua fuga era un sogno e in realtà Vanessa era svenuta sull'altare.

## Produzione
La realizzazione del film e parte del cast vennero resi noti nel giugno del 2005; le riprese invece iniziarono il 5 settembre dello stesso anno. L'idea del film era quella di radunare dei piccoli personaggi televisivi per farli recitare in una commedia sexy all'italiana. Tra questi personaggi, alcuni avevano già partecipato ad altre pellicole cinematografiche come Karim Capuano, Eva Henger, i Gipsy Fint, Francesca D'Auria e Antonio Zequila. Tra il cast inoltre ci sono stati alcuni cameo, come quello di Flavia Vento (se stessa), Francesco Nicotra (il sosia di Bud Spencer, qui nel ruolo del cuoco francese). Nel ruolo di se stessa inoltre è presente Patrizia De Blanck.

## Distribuzione
Il film è stato distribuito nel circuito cinematografico italiano il 13 gennaio 2006. Nell'unica settimana in cui il film è stato in programmazione ha incassato meno di 10 000 euro.
Il film è stato quasi ignorato dalla critica, e le poche recensioni ricevute sono state estremamente negative.

## Accoglienza

### Incassi
Il film è riuscito a guadagnare solo 9.727 euro in 14 giorni, gli unici giorni in cui il film è stato in programmazione nelle 9 sale in cui è avvenuta la distribuzione.

### Critica
I pochi critici che hanno recensito il film hanno dato dei giudizi negativi, stroncando soprattutto la recitazione e i dialoghi. Rossella Farinotti di MyMovies ha definito la trama come una "piatta storiella estiva" e gli ha assegnato una stella. Il Corriere della Sera invece ha attaccato soprattutto la recitazione: "Sedicenti attori di effimera provenienza TV: è impossibile non recitare così male".